# Chiesa di Santa Maria delle Grazie (Castions di Strada)
La chiesa di Santa Maria delle Grazie è una chiesa  di Castions di Strada, in provincia ed arcidiocesi di Udine; si tratta di una chiesa sussidiaria della chiesa parrocchiale di San Giuseppe.

## Storia
La chiesa originaria sorse nel XII secolo, situata ad est dell'abitato, in un luogo elevato, a fianco della strada che conduce a Morsano e Gonars, su un'area delimitata in parte da un muro e in parte da una siepe, conservata a prato. Sorgeva quale antica pieve di Santa Maria con pavimento a un livello inferiore di 43 centimetri rispetto all'attuale; la chiesa era dotata, probabilmente, di abside semicircolare.
Nel corso del XV secolo, come alcuni recenti scavi archeologici hanno dimostrato, l'abside fu ampliata verso est e fu resa poligonale; inoltre l'interno fu affrescato, come appare in alcuni punti sotto i successivi affreschi. Tra il 1532 e il 1535 la chiesa fu completamente restaurata; l'aula fu sopraelevata e furono realizzati gli affreschi da parte di Gaspare Negro; nel 1535 la chiesa fu nuovamente consacrata. Su una epigrafe posta sopra l'ingresso si legge la data 1532.
Nel 1744 la chiesa cessa di essere parrocchiale in favore della chiesa di San Giuseppe, posta nel centro dell'abitato; nel 1811 viene chiusa al culto, nel 1812 viene usata come deposito per le truppe di Napoleone; nel 1855 viene dismesso il cimitero e spostato in un'area ancora più ad est rispetto al paese.
La chiesa subì alcuni danni in seguito al terremoto del Friuli del 1976 e venne in seguito restaurata.

## Descrizione

### Interno
Un recente restauro degli affreschi del veneziano Gaspare Negro, eseguito nel 1534, ha restituito all'opera superstite piena leggibilità e contrasto. Si articola con la consueta scansione delle fasi salienti della vita di Gesù Cristo e della Madonna: 
- Natività;
- Lavanda dei piedi;
- Resurrezione di Lazzaro;
- Ascensione;
- Dormitio Virginis.

Accanto vi sono rappresentati episodi della vita di San Biagio e di Santa Maria Maddalena.
La partitura ariosa degli ambienti, la spontaneità nei gesti e nelle espressioni dei soggetti dai tratti popolari, la luminosità che pervade ogni scena rappresentano i modi espressivi di una opera rinascimentale di rilievo ed offrono la documentazione pittorica di quella che è ritenuto il capolavoro di un pittore, ritenuto minore, ma che esprime qui grande qualità.

### Galleria di immagini

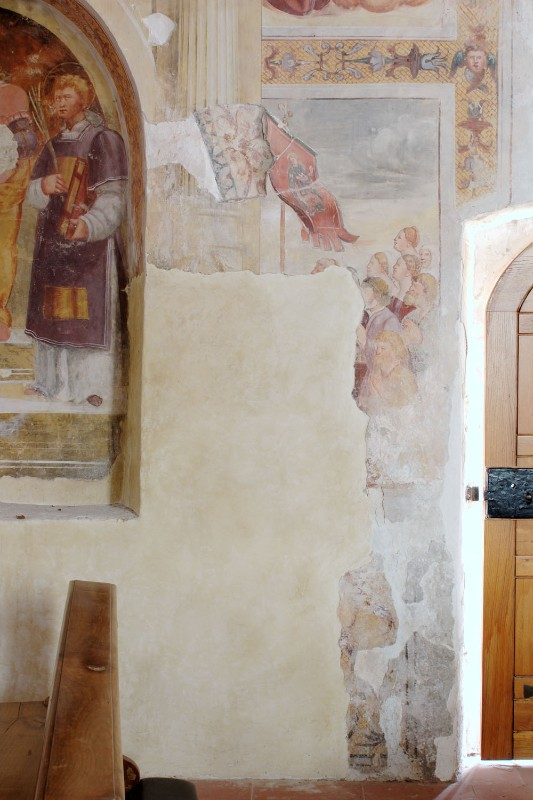
Gaspare Negro, Devoti in preghiera
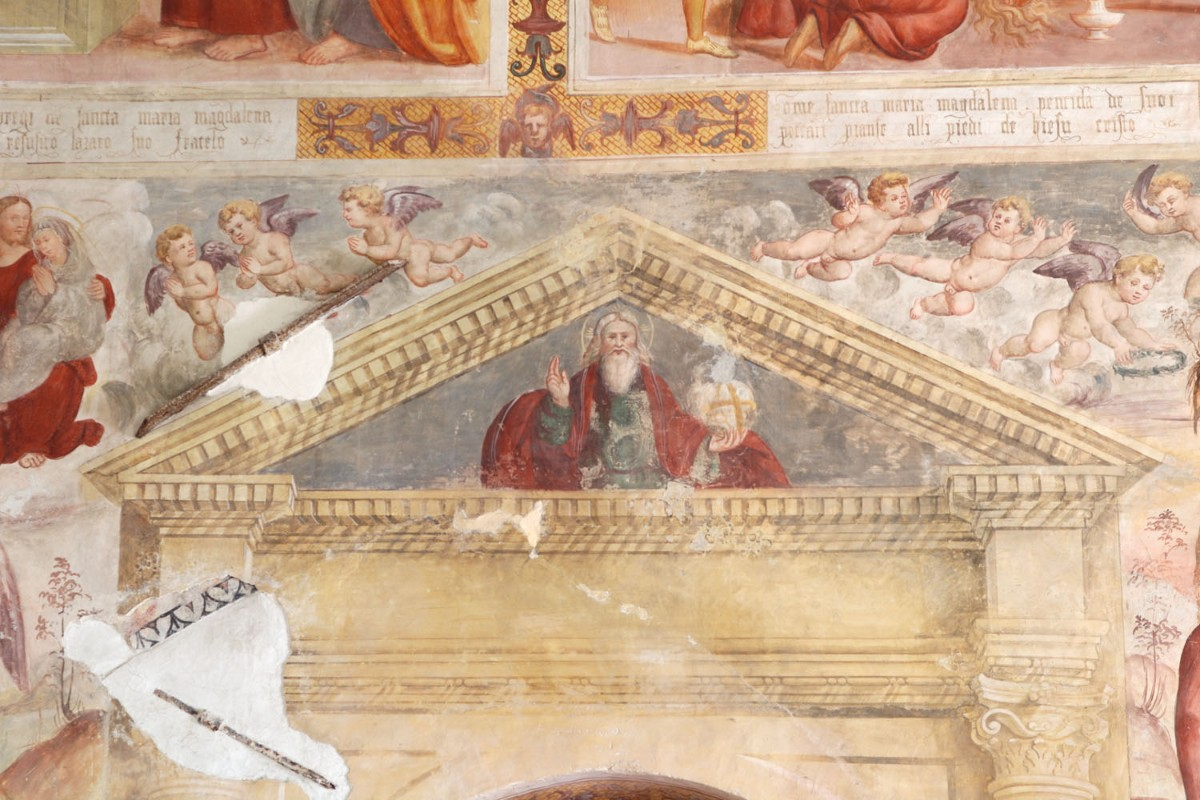
Gaspare Negro, Dio Padre
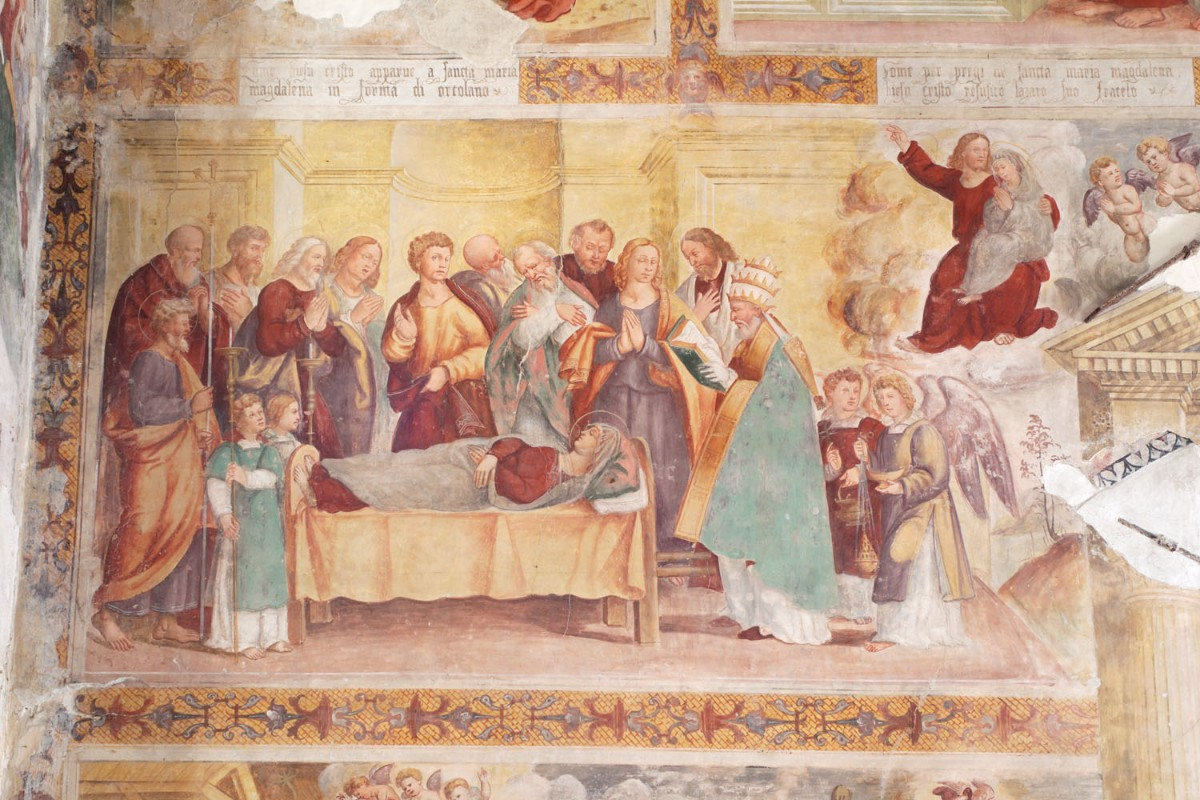
Gaspare Negro, Dormitio Virginis
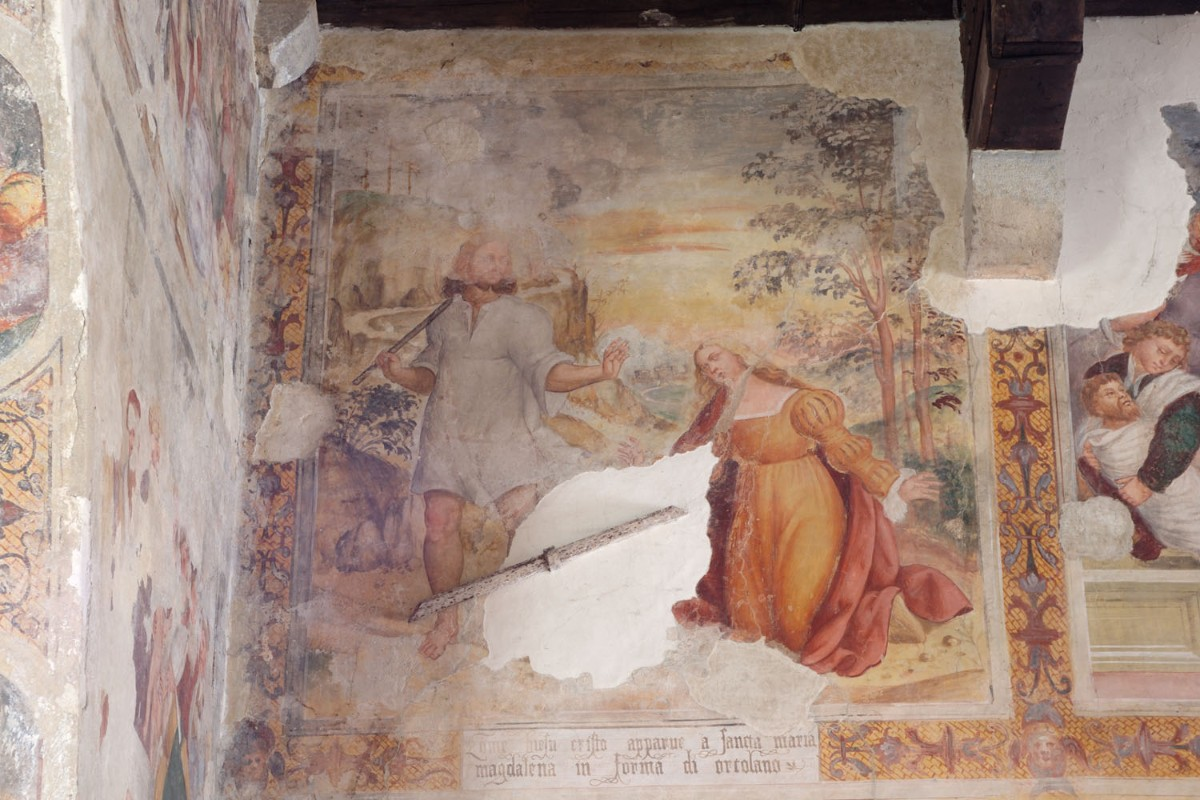
Gaspare Negro, Gesù appare a S. Maria Maddalena
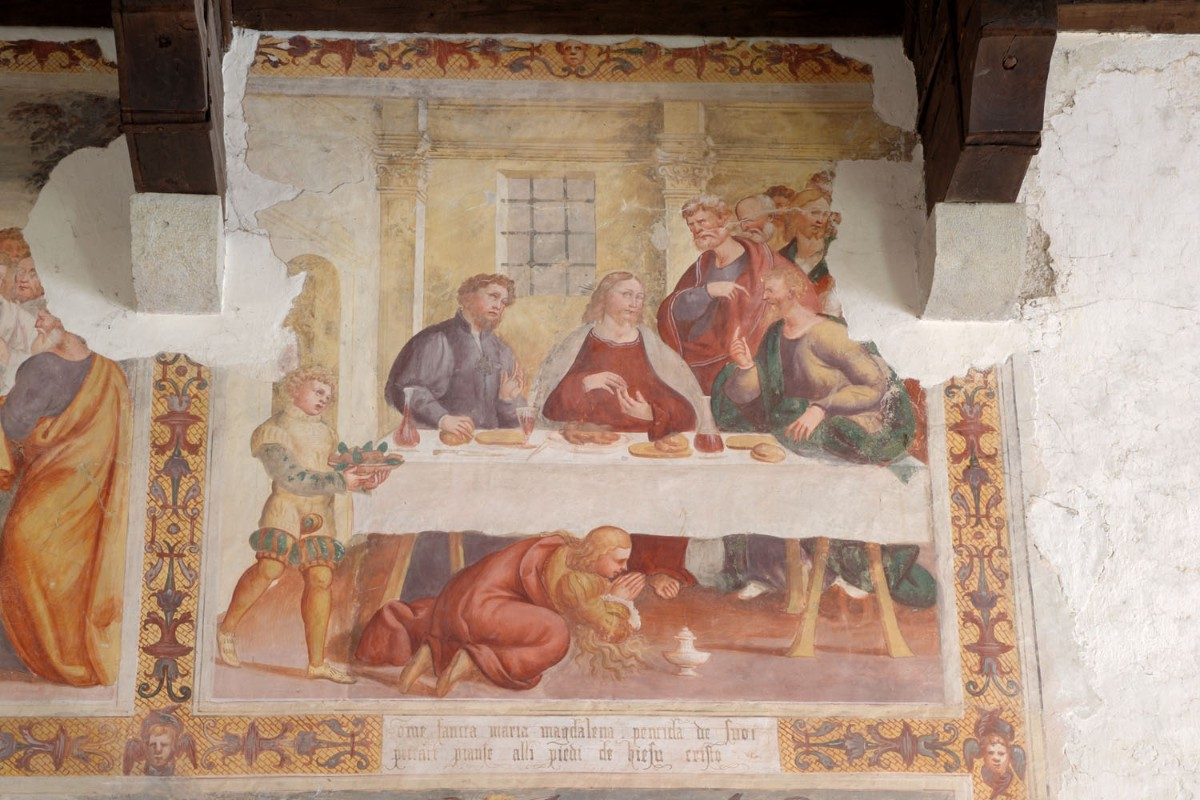
Gaspare Negro, Il banchetto nella casa di Simone
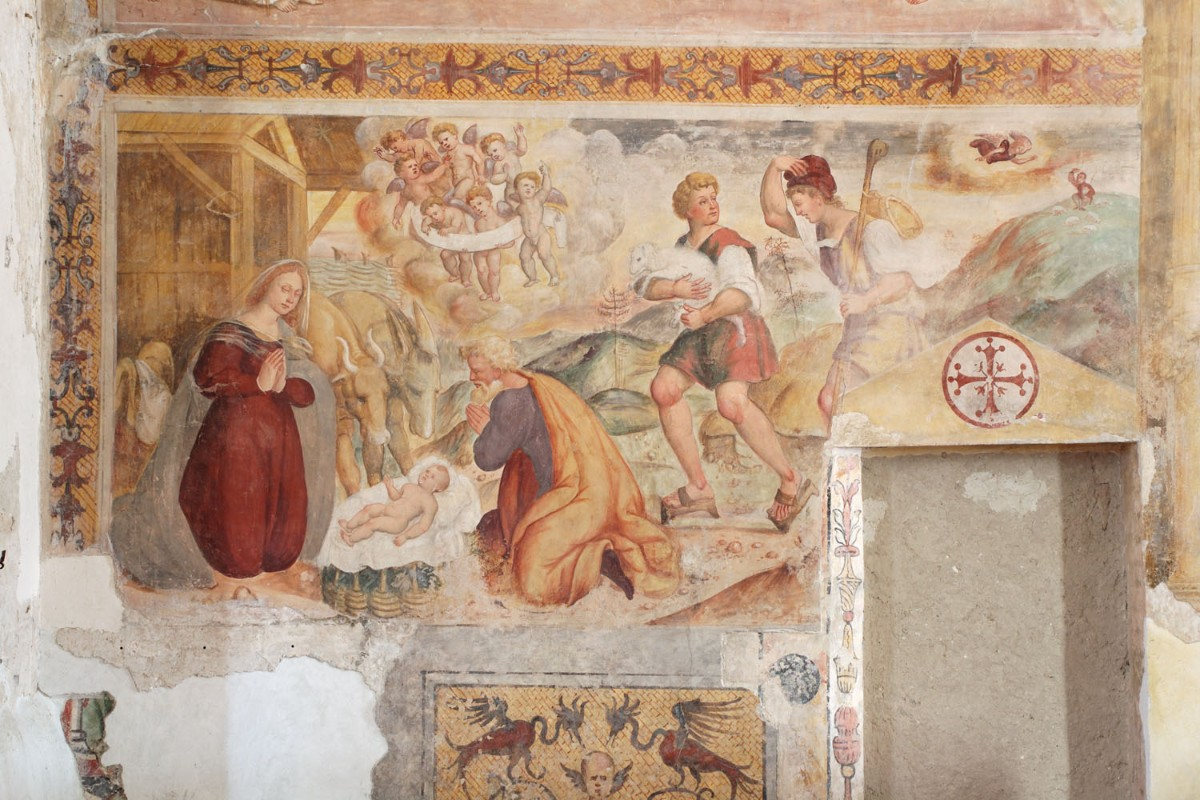
Gaspare Negro, Natività
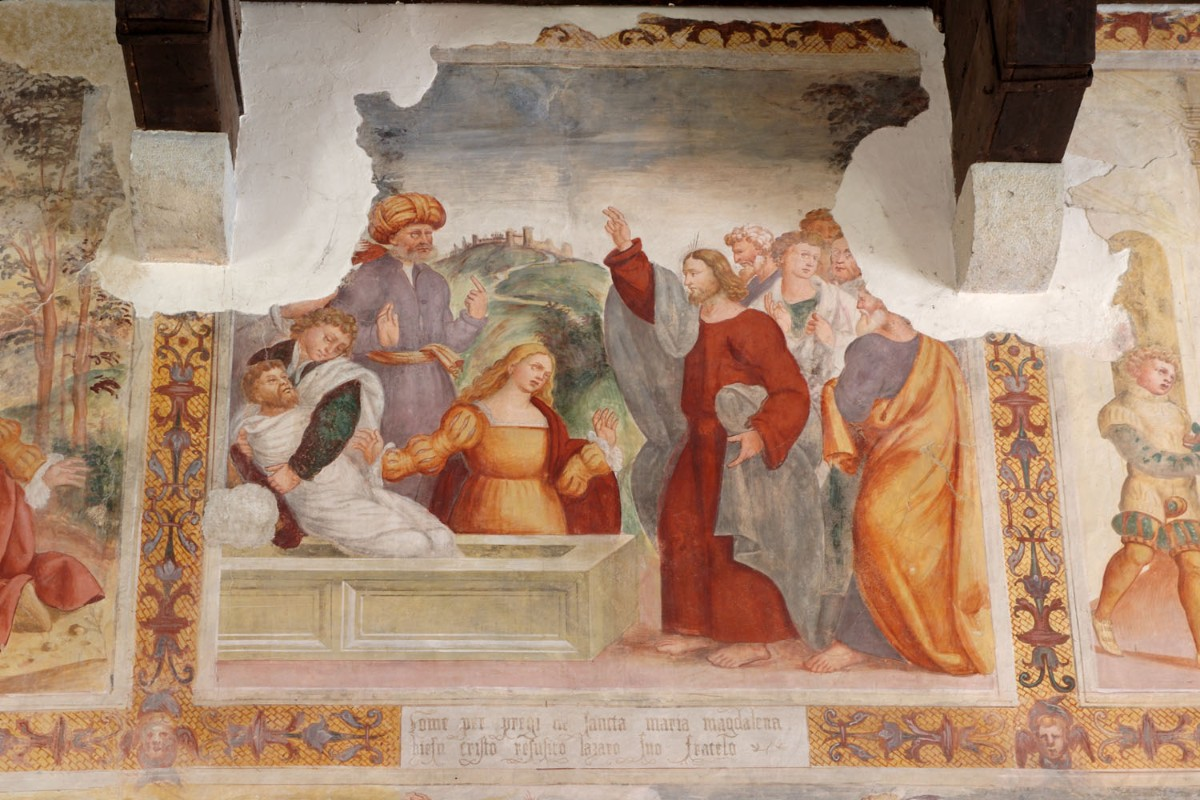
Gaspare Negro, Resurrezione di Lazzaro
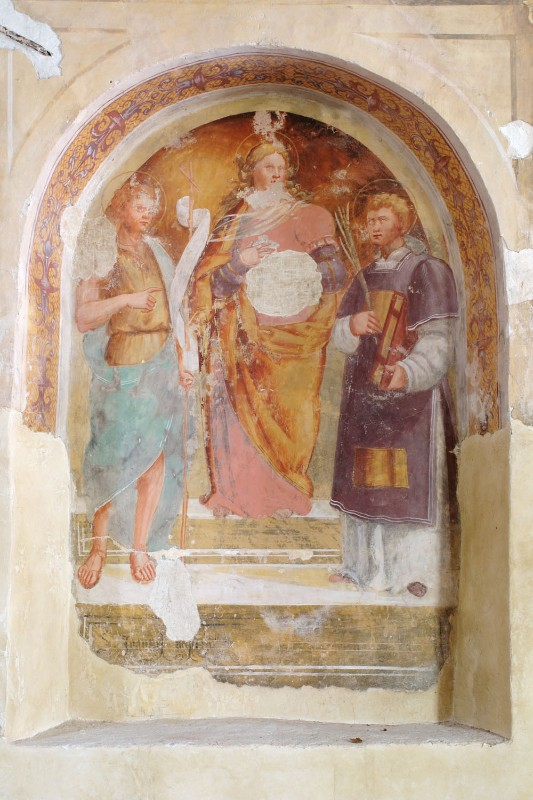
Gaspare Negro, S. Maria Maddalena tra i Santi Giovanni Battista e Stefano